# KDDIビル
KDDIビル（ケイディーディーアイビル）は、新宿高層ビル街の一群を担う超高層ビルの一つ。旧ケイディディ・国際電信電話の本社ビルであり、現在もKDDIの登記上の本店である。旧称は国際通信センタービル（KDD本社ビル）。

## 概要
新宿高層ビル街の一群を担う超高層ビルの一つとしても広く認知されている。全体がメタリックシルバーの色調で覆われたビル。幅と奥行きがほぼ同じ、正四角柱のような形状が特徴。新宿高層ビルの中でも古くからある存在で、中には重要なライフラインである通信機器設備があるため（国際電話回線の手動接続オペレーション室もここにあった）、関東大震災クラスの10倍の地震でも十分耐えられるような頑強な造りをしたビルとして、当時は話題となった。後の日本の高層ビル建築にも影響をあたえたビルとして知られている。1974年から1985年までは、31階にFM東京の本社・演奏所が置かれていた。

## 歴史
- 1974年 - 国際電信電話（KDD）のオフィスビルとして建設される。
- 1976年 - 第17回BCS賞を受賞。
- 1985年 - FM東京が千代田区麹町に建設したFMセンタービルへの移転により31階から退去。
- 2000年10月1日 - KDDとDDI・IDOの合併により発足したKDDIの本社機能所在地となり（登記上本店は東京都千代田区一番町8番地）、名称も「KDDIビル」となる。
- 2001年
  - 4月1日 - KDDIの登記上本店および本社がKDDIビルに移転。
  - 9月 - 有利子負債削減のため、KDDIが旧KDDのビル4棟（新宿・大手町・名古屋・大阪）の所有権をみずほ証券と大和証券SMBCがアレンジャーとなる特別目的会社に売却し証券化[1]。
- 2003年 - KDDI本社が飯田橋のガーデンエアタワーへ移転（登記上本店はKDDIビルに留まる）。
- 2008年 - 所有権を買い戻し、再びKDDIの自社所有となる。

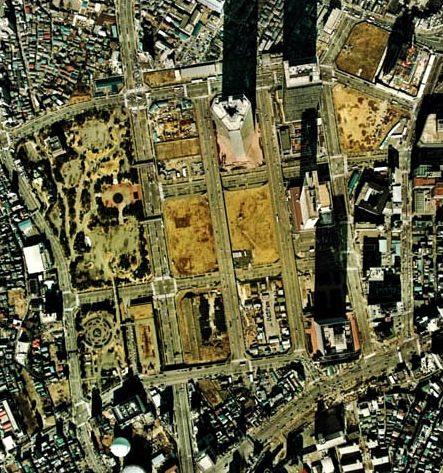
1974年の空中写真。「3×3の敷地」の南東に建てられた。

## 主な施設
- 低層階の大半は、サーバ、ルータ、ハブなどが設置された通信機器室になっているため、窓枠状にデザインされている部分のガラス窓が極端に少ない。
- 高層階は事務スペースが大半を占めており、通信機器の運用部門や、コールセンター（auの電話受付センター）、au携帯電話の契約センターなどが入居している。かつては0051国際オペレータ電話の交換室も入居していた。
- 地下1階は新宿歩行者専用地下通路（シーズンロード）と直結しており、社員食堂および売店がある（関係者以外は利用不可）。
- 地下2階には社員用の体育館などがあるが、現在は使用されていない。

## アネックス（別館）
甲州街道のある南側に1991年に竣工した5階建ての「KDDIアネックスビル」があり、テナントが入居している。2002年3月29日までは第一勧業銀行新宿南口支店がメインテナントだったが、みずほ銀行発足時に旧日本興業銀行新宿支店と統合（法人部門はみずほコーポレート銀行新宿営業部へ承継）し、同店のある日本生命新宿西口ビルへ転出した。この名残でATMコーナーのみであるが路面に郵便局と並んで看板が設置されている。
- KDDIビル内郵便局
  - 竣工時にKDDビルから移転。1977年9月までは「国際通信センター内郵便局」、2000年12月までは「KDDビル内郵便局」の名称。
  - 風景印の図案は「KDDIビルと京王プラザホテルなどの高層ビル」。
- みずほATMコーナーKDDIビル出張所（現在は閉店）
- 生活彩家KDDI新宿店（現在は閉店） - 第一勧業銀行新宿南口支店跡地
- オフィス

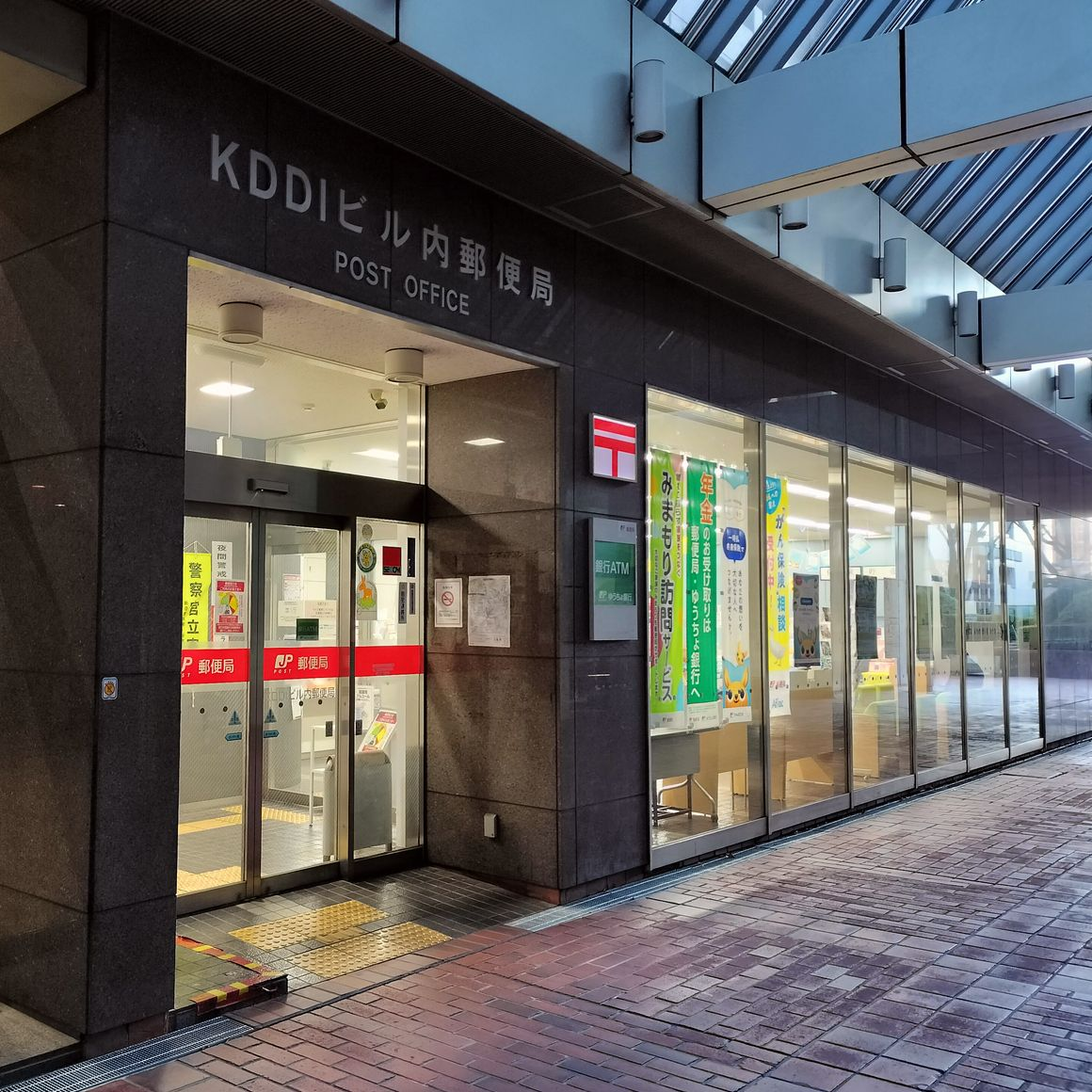
KDDIビル内郵便局

## 設置物
- 正面玄関付近には、竣工の際にデンマークのグレート・ノーザン・テレグラフ社から贈られた記念碑がある。ここにはデンマークの童話作家ハンス・クリスチャン・アンデルセンの切り絵を元にした10枚のレリーフが貼られている[2]。
- 記念碑のそばに方位盤が設置されている。ここには「東経：35度41分04秒、北緯：139度41分53秒、標高：42.1m」と記されている[注 1]。

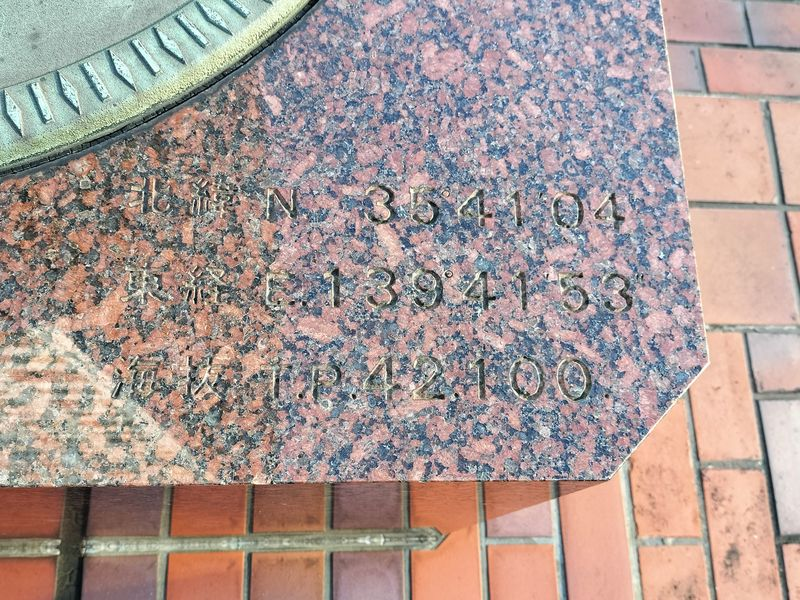
方位盤の位置情報

- 冬季にビル上部から氷塊が落ちてくることがあり、注意を呼びかける看板が設置されている。

## 登場作品
ビル手前の通路や外観は時おり映画・ドラマ等の撮影として利用されており2005年に上映された『仮面ライダー THE FIRST』等多くのドラマ等で登場している。また、『スーパー戦隊シリーズ』ではしばしば敵の組織に破壊されている。

### ドラマ
- ロボット刑事（1973年） - オープニングのタイトルバックに建設中のビルが登場。
- 快傑ズバット（1977年） - オープニングでビルの南側[注 2]などが登場。

### PV
- TM NETWORKのコンサートツアー『KDD 001 - NETWORK LIVE '88 KISS JAPAN DANCING DYNA-MIX TM NETWORK ARENA TOUR』（1988年） - ツアーのスポンサーとしてKDDが協賛しており、メンバー3人がビルの屋上で佇むシーンが撮影。「FANKS the LIVE 2 KISS JAPAN DANCING DYNA-MIX」収録。
- B'z『ねがい』 - 地上噴水広場で撮影（横浜ビジネスパーク「ベリーニの丘」を含め）
- アラン・ウォーカー『Faded』の最後のPV